# Hallingby
Hallingby este o localitate din comuna Ringerike, provincia Buskerud, Norvegia, cu o suprafață de 0,66 km² și o populație de 847 locuitori (2013).